# لارا بنانتی
لارا بنانتی (انگلیسی: Laura Benanti؛ زادهٔ ۱۵ ژوئیهٔ ۱۹۷۹) یک هنرپیشه، و خواننده اهل ایالات متحده آمریکا است. وی از سال ۱۹۹۸ میلادی تاکنون مشغول فعالیت بوده‌است.
از فیلم‌ها یا برنامه‌های تلویزیونی که وی در آن نقش داشته است می‌توان به سوپرگرل، ارزش، اینجا امروز و انحراف اشاره کرد.